# 荒木飛呂彦の奇妙なホラー映画論
『荒木飛呂彦の奇妙なホラー映画論』（あらきひろひこのきみょうなホラーえいがろん）は、集英社発行の新書本『集英社新書』の1タイトルとして2011年6月17日に刊行された映画評論集。著者は荒木飛呂彦。漫画や画集ではない本や、新書判としては作者初である。

## 概要
自作にホラー映画やサスペンス映画の影響を公言している荒木飛呂彦が、自身の創作との関連性も交えながら「作家」と「絵描き」の観点でホラー映画にアプローチを試みる「偏愛的映画論」。全10章からなるカテゴリ別の作品論と、13点の描き下ろしカットで構成されている。
知名度の高いメジャータイトルから、かなりのマイナー作品まで幅広く扱っているが、荒木がホラー映画に傾倒するきっかけとなった『エクソシスト』（1973年）以降の、いわゆるモダンホラー中心のセレクションになっているため、それ以前のユニバーサル・ピクチャーズやハマー・フィルム・プロダクションなどが手掛けた古典的作品などには触れておらず、またJホラーと呼ばれる近年の日本式ホラーについても「思わせぶりな演出が苦手」ということで、ほとんど扱われていないのが特徴。
巻末には取り上げた作品のリストが年代順に記載されている。
続編としてサスペンス映画を題材にした『荒木飛呂彦の超偏愛! 映画の掟』が2013年に刊行された。

## 評論

### まえがき
荒木飛呂彦にとってのホラー映画の定義、およびホラー映画をどのように観てほしいかについて解説がなされている。
解説作品
- 『プレシャス』 (2009年)

### 第一章　ゾンビ映画
荒木がホラー映画のベスト1に推す『ゾンビ』を中心に、ゾンビ映画の魅力を語る。それに付随する形で、『エクソシスト』以前の作品である『ナイト・オブ・ザ・リビングデッド』も例外的に取り上げている。本章で荒木が主張した「ゾンビの本質とは全員が平等で、群れで、しかも自由であること」という持論は、帯裏にもコピーとして引用されている。
解説作品
- 『ゾンビ』 (1978年)
- 『ナイト・オブ・ザ・リビングデッド』 (1968年)
- 『サンゲリア』 (1979年)
- 『バタリアン』 (1985年)
- 『ブレインデッド』 (1992年)
- 『ショーン・オブ・ザ・デッド』 (2004年)
- 『死霊のはらわた』 (1981年)
- 『28日後...』 (2002年)
- 『アイ・アム・レジェンド』 (2007年)
- 『30デイズ・ナイト』 (2007年)
- 『フロム・ダスク・ティル・ドーン』 (1996年)
- 『REC/レック』 (2007年)
- 『REC/レック2』 (2009年)
- 『ゾンビランド』 (2009年)
- 『ランド・オブ・ザ・デッド』 (2005年)

### 第二章　「田舎に行ったら襲われた」系ホラー
『悪魔のいけにえ』に代表される、都市部から離れた田舎を舞台とするホラー映画についての評論。
解説作品
- 『悪魔のいけにえ』 (1974年)
- 『地獄のモーテル』 (1980年)
- 『脱出』 (1972年)
- 『わらの犬』 (1971年)
- 『サランドラ』 (1984年)
- 『ヒルズ・ハブ・アイズ』 (2006年)
- 『2001人の狂宴』 (2005年)
- 『蝋人形の館』 (2005年)
- 『2000人の狂人』 (1964年)
- 『ハイテンション』 (2003年)
- 『ヒッチャー』 (1986年)
- 『キャビン・フィーバー』 (2002年)
- 『ホステル』 (2005年)
- 『変態村』 (2004年)
- 『モーテル』 (2007年)
- 『ジーパーズ・クリーパーズ』 (2001年)
- 『正体不明 THEM』 (2006年)

### 第三章　ビザール殺人鬼映画
ブギーマンやジェイソンなど、強烈な個性を持ったビザール（猟奇）殺人鬼が登場する作品に言及した評論。本章ではホラー映画における荒木のヒロイン観も窺える。
解説作品
- 『ハロウィン』 (1978年)
- 『13日の金曜日』 (1980年)
- 『エルム街の悪夢』 (1984年)
- 『クライモリ』 (2003年)
- 『プロムナイト』 (1980年)
- 『血のバレンタイン』 (1981年)
- 『スクリーム』 (1996年)
- 『リンク』 (1986年)
- 『トワイライト〜初恋〜』 (2008年)

### 第四章　スティーブン・キング・オブ・ホラー
スティーブン・キング作品の映像化作品についての評論。オムニバス映画における小品にも触れている。
解説作品
- 『キャリー』 (1976年)
- 『殺しのドレス』 (1980年)
- 『シャイニング』 (1980年)
- 『ミザリー』 (1990年)
- 『ミスト』 (2007年)
- 『ペット・セマタリー』 (1989年)
- 『デッドゾーン』 （1983年）
- 『痩せゆく男』 （1996年)
- 『ドリームキャッチャー』 （2001年）
- 『クリープショー』 (1982年)
- 『フロム・ザ・ダークサイド/3つの闇の物語』 (1990年)
- 『ドランのキャデラック』 (2009年)

### 第五章　SFホラー映画
『エイリアン』に代表されるカテゴリ。荒木は『遊星からの物体X』や『ブロブ/宇宙からの不明物体』など、リメイク作品を好む傾向にあるとのこと。
解説作品
- 『エイリアン』 (1979年)
- 『遊星からの物体X』 (1982年)
- 『ブロブ/宇宙からの不明物体』 (1988年)
- 『ファントム』 (1998年)
- 『ディセント』 (2005年)
- 『ディセント2』 (2009年)
- 『ステップフォード・ワイフ』 (2004年)
- 『インビジブル』 (2000年)
- 『マイノリティ・リポート』 (2002年)

### 第六章　アニマルホラー
『ジョーズ』を代表とする、動物が恐怖の対象となる作品への評論。
解説作品
- 『ジョーズ』 (1975年)
- 『オープン・ウォーター』 (2003年)
- 『ディープ・ブルー』 (1999年)
- 『リンク』 (1986年)
- 『モンキー・シャイン』 (1988年)
- 『アラクノフォビア』 (1990年)

### 第七章　構築系ホラー
「構築系」は荒木が便宜的に名付けた名称で、『ソウ』や『キューブ』などのソリッドシチュエーションとも称される新ジャンルのホラーについての考察。
解説作品
- 『デストラップ・死の罠』 (1982年)
- 『ファイナル・デスティネーション』 (2000年)
- 『キューブ』 (1997年)
- 『ソウ』 (2004年)
- 『アイデンティティー』 (2003年)
- 『es［エス］』 (2001年)
- 『THE WAVE ウェイヴ』 (2008年)

### 第八章　不条理ホラー
『ファニーゲーム』に代表されるカテゴリで、荒木いわく「わけがわからない」作品についての評論。
解説作品
- 『ファニーゲーム』 (1997年)
- 『ザ・チャイルド』 (1976年)
- 『フォーガットン』 (2004年)
- 『ハプニング』 (2008年)
- 『シックス・センス』 (1999年)
- 『スペル』 (2009年)

### 第九章　悪魔・怨霊ホラー
『エクソシスト』、『オーメン』といった王道的なホラーについての考察。また、本章では『リング』、『呪怨』といったJホラーについても言及している。
解説作品
- 『エクソシスト』 (1973年)
- 『オーメン』 (1976年)
- 『ヘル・レイザー』 (1987年)
- 『ケース39』 (2009年)
- 『エスター』 (2009年)
- 『ナインスゲート』 (1999年)
- 『パラノーマル・アクティビティ』 (2007年)
- 『リング』 (1998年)
- 『ザ・リング』 (2002年)
- 『呪怨』 (2002年)
- 『THE JUON/呪怨』 (2004年)

### 第十章　ホラー・オン・ボーダー
『エレファント・マン』や『羊たちの沈黙』など、厳密にはホラー映画ではないが、荒木がホラーテイストを含んでいると感じた作品を扱う。
解説作品
- 『羊たちの沈黙』 (1991年)
- 『セブン』 (1995年)
- 『バスケットケース』 (1982年)
- 『エレファント・マン』 (1980年)

### あとがき
「恐怖映画とは何なのか」という問題提起の後に本作執筆中に起きた東日本大震災やそれに付随する出来事に触れ、そのような中で被災地の子供たちがテーブルをゆすって上にあるものを落としたり、庭に作った盛り土やおもちゃをバケツの水で押し流す遊び「地震ごっこ」を行っている事を取り上げる。荒木はその行動が恐怖や不安を癒す目的の行動ではないかと分析し、ホラー映画も同様に人を癒す効果があるとしている。そしてあとがき冒頭で行った問題提起に対し「僕はやはり、「恐怖」を表現する芸術行為は心や文化の発展に必要であり、のちの時代を振り返れば文明の発展にも必要なのだと思っています」との結論を以て締めている。

## 書誌情報
- 荒木飛呂彦の奇妙なホラー映画論（2011年、集英社）ISBN 978-4087205954
- 荒木飛呂彦の超偏愛! 映画の掟（2013年、集英社）ISBN 978-4087206890